# 리추에
리추에 또는 남방리추에(Kobus leche)는 소과 물영양속에 속하는 영양의 일종이다. 아프리카 남중부의 저지대에서 발견된다.

## 분포
보츠와나와 잠비아, 콩고 민주 공화국의 남동부, 나미비아의 북동부, 앙골라 동부, 특히 오카방고 델타와 카퓨평원, 방궤울루 습지 등에서 서식한다.

## 아종
- 붉은리추에 (Kobus leche leche)
- 카퓨리추에 (Kobus leche kafuensis)
- † 로버츠리추에 (Kobus leche robertsi)
- 검은리추에 (Kobus leche smithemani)